# Комар Григорій Якович
Григорій Якович Комар (26 березня 1882, Медведі — 1948, Красноярськ) — український радянський художник і педагог; член Асоціації революційного мистецтва України з 1927 року та Асоціації художників Червоної України з 1930 року.

## Біографія
Народився 14 [26] березня 1882 року в селі Медведях Гомельського повіту Могильовської губернії Російської імперії (нині Красногорський район Брянської області Росії). До 1907 року навчався у Київському художньому училищі; протягом 1907—1911 років — у Санкт-Петербурзі, у Малювальній школі при Товаристві заохочення мистецтв у Миколи Реріха; у 1911—1912 роках — у Петербурзькій академії мистецтв.
У 1912—1914 роках працював та вдосконалював свою майстерність у Мюнхені, Парижі та Лондоні. У 1914—1917 роках у Петрограді працював у різних видаництвах; у 1917—1919 роках у Києві навчався у художній школі та відвідував заняття Михайла Бойчука. У 1919—1920 роках в Одесі організував і очолював плакатну майстерню політвідділу «Чорномортранс». У 1921—1923 роках та у 1929 році викладав в Одеському художньому училищі (професор з 1921 року). Протягом 1929—1930 років в Одесі керував розписами фойє та актового залу Будинку преси; у 1930—1932 роках — приміщення Держполітуправління. На початку 1930-х років через репресії «бойчукістів» виїхав у Красноярський край. Помер у Красноярську у 1948 році.

## Творчість
- У 1919 році виконав монументальні розписи у Луцьких казармах у Києві. У 1920—1922 роках в Одесі разом з іншими художниками брав участь у розписах клубу «Робмис» (темпера); у 1927—1929 роках — Східноукраїнської торговельної палати; у 1928 році — селянського санаторію імені ВУЦВК на Хаджибейському лимані.
- Виконував плакати та емблеми (деякі оригінали — в Одеському історико-краєзнавчому музеї); ілюстрував книги для одеського видавництва «Світоч» «Макс і Моріц. Нові прокази» Вільгельма Буша (1927) та інші.
- Оформив для одеських театрів вистави «Кажан» Йоганна Штрауса (1919, театр Микити Балієва), «Дама-примара» Педро Кальдерона (1920, театр «Червоний факел»), «Слуга двох панів» Карло Ґольдоні (1922, театр «Массодрам»), «Хованщина» (1926) та «Сорочиський ярмарок» (1927) Модеста Мусоргського в Одеському театрі опери та балету; «Княжна Вікторія» Якова Мамонтова (1928) та «Розлом» Бориса Лавреньова (1929) — у театрі «Держдрама» та інші.
- Автор живописних картин: «Портрет Андрія Іванова» (1920-ті), «Замах на Володимира Леніна» (1928), «Червона Армія — вартовий СРСР» (1929), «Зміна караулу» (1931), «Заклик до повстання» (темпера, 1931, Національний художній музей України) та інших.

## У мистецтві
У 1927 році на картоні портрет художника виконав Михайло Жук.